# Nothobranchius interruptus
Nothobranchius interruptus — вид коропозубоподібних риб родини Нотобранхові (Nothobranchiidae).

## Поширення
Вид є ендеміком Кенії. Мешкає у сезонних водоймах та канавах поблизу селища Кікамбала, що знаходиться за 15 км на північ від міста Момбаса.

## Опис
Максимальний розмір риби сягає завдовжки 5,6 см. 